# Canadiens de Vancouver

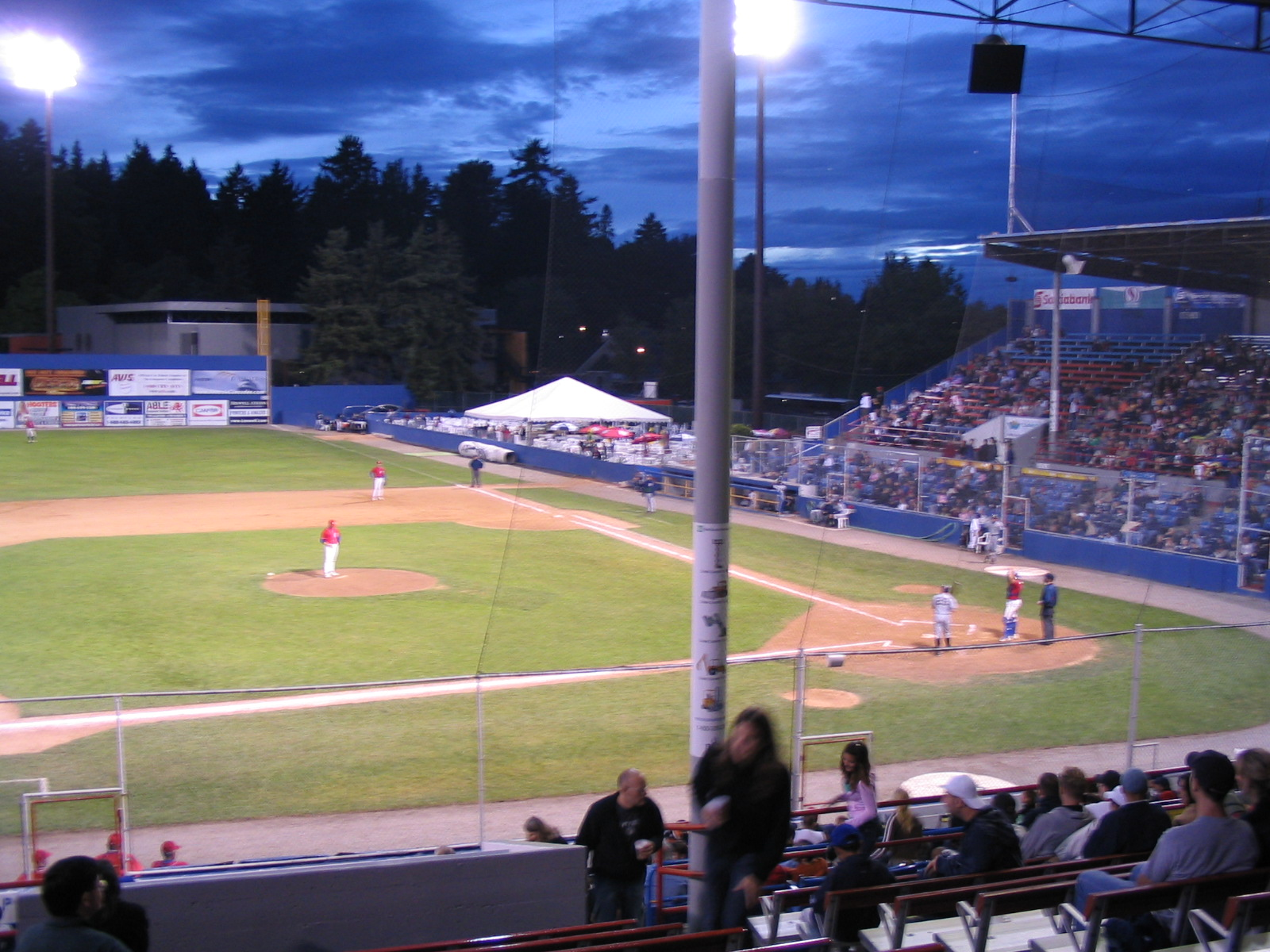
Les « Canadiens de Vancouver » au Nat Bailey Stadium à Vancouver en 2005.

Les Canadiens de Vancouver (Vancouver Canadians en anglais) sont une équipe canadienne de baseball basée à Vancouver, en Colombie-Britannique, évoluant en Ligue mineure. Affiliés aux Blue Jays de Toronto depuis 2011, elle a été affiliée aux Athletics d'Oakland de 2000 à 2010. 
L'actuelle équipe remplace depuis 2000 l'équipe AAA homonyme ayant joué durant 22 saisons (1978–99) en Ligue de la côte du Pacifique.